# Lichaamsvreemd voorwerp in de endeldarm
Een lichaamsvreemd voorwerp in de endeldarm is een via de anus ingebracht voorwerp, dat soms zonder medische hulp niet meer verwijderd kan worden.

## Motieven

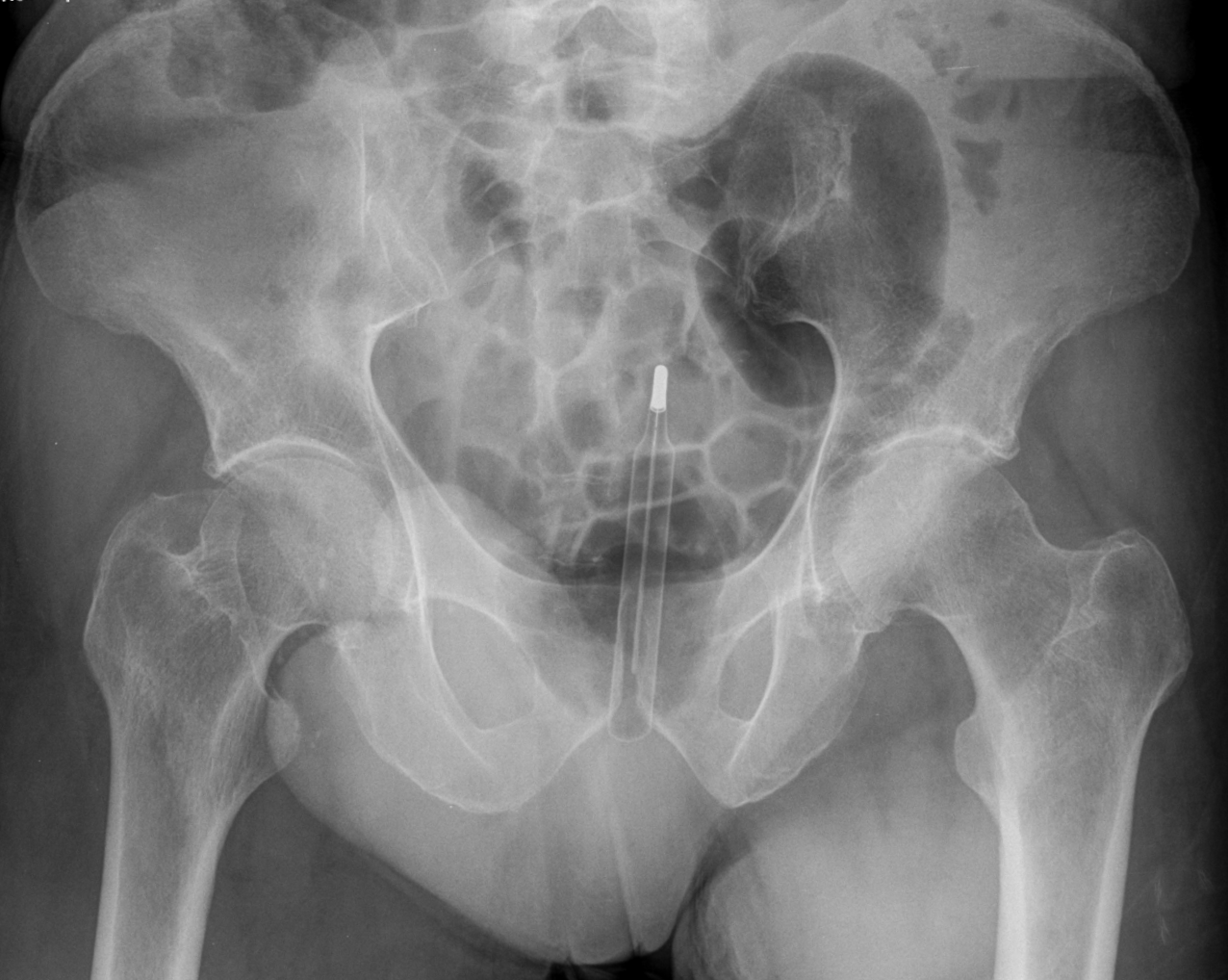
Röntgenopname van een koortsthermometer

In verreweg de meeste gevallen zijn de motieven seksueel. De objecten zijn meestal gebruikt als hulpmiddel bij het masturberen of bij seksspelletjes. Omdat de anus gevoelig is, willen veel mensen die plek extra stimuleren. Sommigen doen dat door er voorwerpen in te stoppen die daar niet voor bedoeld zijn. Als ze er niet meer in slagen het voorwerp zelf te verwijderen wordt uiteindelijk medische hulp noodzakelijk. Voor het inbrengen van voorwerpen in lichaamsopeningen wordt de term polyembolokoilamania gebruikt.
Andere genoemde oorzaken zijn:
Medische problematiek
- Gevallen waarin objecten ingebracht werden omdat men meende hiermee diarree of aambeien te verlichten of te verhelpen.
- Psychiatrische aandoeningen als psychose en borderline-persoonlijkheidsstoornis; ook Münchhausen-syndroom: In een paar gevallen werden de objecten ingebracht om in het ziekenhuis opgenomen te worden en zo de gewenste aandacht te krijgen.
- Zwakbegaafdheid.

Criminele problematiek
- Bolletjesslikkers / "Bodypacking": Het inbrengen van pakketjes met illegale inhoud – i.h.a.drugs, om deze zo over staatsgrenzen te smokkelen.
- Ontsnappingsmotief: het inbrengen van moeilijk verwijderbare objecten, om zo ziekenhuisopname te forceren, omdat ontsnappingskansen vanuit een ziekenhuis veel hoger worden ingeschat, dan uit een penitentiaire inrichting.
- Foltering: Bij sommige folterpraktijken werden en worden objecten in de anus ingebracht.

Ongelukken
- Soms komt per ongeluk een object in het rectum dat er niet meer uit kan, bijvoorbeeld een afgebroken stuk koortsthermometer.
- Objecten die zijn ingebracht met fetishistische en/of seksuele motieven, die men er zonder medische hulp niet meer uit krijgt.
- Spietsing.

## Đorđe Martinović
Een van de bekendste incidenten was de zaak-Đorđe Martinović. Deze zaak speelde vlak voor het uiteenvallen van de Joegoslavische staat en had een sterke politieke lading.
Đorđe Martinović was een Servische boer uit Kosovo die zich op 1 mei 1985 bij een ziekenhuis meldde met een gebroken fles in zijn anus. Aanvankelijk beweerde hij te zijn aangevallen door twee Albanezen, die de fles hadden ingebracht, maar nadien herriep hij dit en beweerde hij dat hij de fles zelf had ingebracht tijdens een masturbeersessie. Martinović is later in Belgrado onderzocht door een artsenteam samengesteld uit artsen uit de verschillende deelrepublieken. Dit team concludeerde dat de fles niet zelf kon zijn ingebracht, terwijl de Joegoslavische geheime dienst en politie concludeerden dat dit wel het geval was.
De zaak werd opgeblazen door Servische nationalisten. Er werden vergelijkingen gemaakt met de Ottomanen en de executiemethode spietsing die zij tijdens hun overheersing op ongehoorzame christenen zouden hebben toegepast. Servische nationalisten betoogden dat dit geval een voorbeeld was van hoezeer Albanese irredentisten de Serviërs bedreigden en dat (Albanese) moslims 'sodomieten' zouden zijn die 'in de anale fase waren blijven steken'. De Kosovaren en de Joegoslavische overheid hielden echter vol dat Martinović niet was aangevallen maar de fles zelf had ingebracht. De noordelijke deelrepublieken Slovenië en Kroatië waren gealarmeerd door de zaak en vreesden dat deze door de Servische nationalisten zou worden gebruikt als voorwendsel om de autonomie van Kosovo in te perken en aldoende meer macht te verwerven binnen de Joegoslavische staat.

## Hulpverlening
Adequate hulpverlening bij in een lichaamsopening ingebrachte voorwerpen kan nogal eens in het gedrang komen door emotionele reacties bij artsen en verpleegkundigen: ontzetting, verlegenheid, walging, spot, afkeuring, opwinding. Vandaar dat het inschakelen van een psychiatrisch consulent niet alleen raadzaam wordt geacht om de patiënt te beoordelen maar ook om hulpverleners meteen te begeleiden. In een enkel geval is ook medewerking van de EOD nodig.